# Bombe radiologique
Pour les articles homonymes, voir Bombe.
Ne doit pas être confondu avec bombe salée.
La bombe radiologique ou dispositif de dispersion radiologique (DDR) (également appelée « bombe sale ») est une bombe conventionnelle entourée de matériaux radioactifs, destinés à être répandus en poussière lors de l'explosion. Cette explosion a l'intensité thermique et mécanique d'une bombe conventionnelle, mais dissémine autour d'elle des éléments radioactifs qui auront des effets à long terme. Le but principal n'est pas de détruire, mais de contaminer une zone géographique et les personnes qui y sont présentes par des radiations directes (premier effet) et l'ingestion et l'inhalation de matériaux radioactifs.
Le terme « bombe sale » désigne principalement la bombe radiologique, mais également tout engin détonant disséminant un ou plusieurs produits chimiquement ou biologiquement toxiques (arme nucléaire, radiologique, bactériologique et chimique). Ces diverses armes, réalisables sans une importante infrastructure industrielle, sont souvent des engins explosifs improvisés (EEI).

## Matériaux réactifs
En raison de leur radioactivité et de leur large diffusion pour des emplois scientifiques, techniques ou médicaux, les différents radioisotopes utilisés sont relativement faciles à trouver, et permettent de considérer l'arme comme un DDR. Ce sont notamment les : cobalt 60, strontium 90, césium 137, iridium 192, polonium 210, radium 226, plutonium 238, américium 241 ou californium 252, avec des doutes sur polonium 210 et radium 226.
Ces éléments sont plus faciles à trouver que les matériaux fissiles pour armes atomiques, plus étroitement surveillés. Comme les engins explosifs improvisés (EEI) bactériologiques et chimiques, ils sont considérés comme des armes. Selon des experts, la fabrication et l'utilisation de ces EEI, qu'ils soient de nature atomique, biologique ou chimique, ne peuvent être empêchées avec certitude.

## Fonctionnement
Le dispositif est conçu de sorte que lors de l'explosion, il pulvérise et dissémine la substance toxique, et non pas pour que l'onde de choc permette une destruction maximale. L'explosion d'un DDR peut avoir les divers effets suivants :
- à courte portée, faible danger pour les personnes, en raison de l'onde de choc et des éclats ;
- contamination (intoxication) des personnes : la décontamination d'une région, principalement dans une  grande ville, serait longue et coûteuse. Aussi longtemps qu'elle durerait, la zone serait fermée aux civils. Une couche de poussière radioactive devrait être complètement enlevée, ce qui est relativement difficile sur une grande surface. Un autre problème serait la panique probable de la population civile dès qu'elle aurait connaissance de la nature de cette attaque. La raison en serait, pour les experts, le flou dans l'esprit du public de la frontière  entre la bombe A et la bombe sale ;
- lésions radiatives : effets des rayonnements ionisants. Ceux-ci ne surviennent de façon importante que :
  1. Dans les réactions en chaîne contrôlées (réacteurs nucléaires) ou non (bombe A),
  2. Dans les applications techniques ou médicales, où les rayonnements sont concentrés pour renforcer leur effet, comme dans la radiothérapie du cancer,
  3. Lors d'une exposition à l'explosion d'une bombe sale, les matériaux radioactifs peuvent perturber la fonction cellulaire d'un individu, rompant la chaîne d'ADN qui subira des mutations (pouvant entraîner des cancers, leucémie et autres maladies immuno-déficientes) et ainsi dans le pire des cas, le décès de l'individu exposé.

Dans les deux cas, une quantité considérable de matières radioactives est rassemblée, et est suffisante pour des irradiations aiguës. Des éléments efficaces en faible quantité et après dispersion sont très rares et difficiles à trouver. C'est le cas du polonium mis en cause dans l'assassinat spectaculaire d'Alexandre Litvinenko.
Pour les niveaux de contamination obtenus avec les matériaux radioactifs les plus répandus, la radioactivité ne serait sans doute pas suffisante pour provoquer des maladies graves, voire des décès. Une explosion test, et les calculs effectués à partir des résultats par le département de l'Énergie des États-Unis conclut que même si rien n'est fait pour décontaminer la zone affectée, et si tous les habitants restent dans cette zone pour un an, ils recevraient une dose de radiation « assez élevée », mais non létale. Une analyse récente des retombées de la catastrophe de Tchernobyl confirme cette conclusion, en montrant que l'effet sur beaucoup de gens de la zone avoisinante a été à peu près négligeable, sauf pour ceux qui en étaient tout près.
- Le syndrome d'irradiation aiguë est peu probable.
- Le risque de cancer à plus ou moins long terme est en principe augmenté par les radiations, quelle que soit la dose. Certaines substances sont bien plus cancérigènes par unité de masse, comme le benzène ou la dioxine.

Panique générale : comme il est peu probable qu'un DDR terroriste provoque beaucoup de décès, beaucoup ne considèrent pas que ce soit une arme de destruction massive. Son but serait probablement plus de créer des dommages psychiques et physiques, par l'ignorance, la panique et la terreur. On a pu ainsi appeler les DDR « armes de bouleversement social ».
Dégâts économiques : le contrôle et la décontamination – si jugés sanitairement ou politiquement nécessaires – de milliers de victimes paniquées, et de la zone affectée demanderaient des moyens considérables en temps et en coût, rendraient les zones partiellement inutilisables et provoqueraient des dommages économiques certains.
On pense que pendant les années 1960, le ministère britannique de la Défense s'est livré à une évaluation du DDR et a conclu que des effets beaucoup plus efficaces seraient obtenus en remplaçant les matières radioactives par un supplément d'explosif.

## Différence avec une bombe nucléaire
L'explosion d'une bombe nucléaire est le résultat de la fission nucléaire (pour les bombes A) ou de la fusion thermonucléaire (pour les bombes H). La fabrication d'un DDR est plus simple. Le plus compliqué est de trouver et de manipuler les éléments radioactifs qui entourent l'explosif, des déchets nucléaires par exemple.
Son objectif majeur est de provoquer la peur, la peur des radiations, la peur de l'invisible, sans avoir à gérer la difficulté de se procurer les matériaux nécessaires, ni la complexité de la mise en œuvre d'une bombe atomique. Pour toutes ces raisons, les DDR intéressent surtout les groupes terroristes.
La bombe salée est une arme hypothétique qui serait à la fois nucléaire et radiologique.

## Aspects politiques
Depuis les attentats du 11 septembre 2001, la crainte d'attaque par des groupes terroristes avec des DDR a considérablement augmenté, ce qui a été souvent rapporté dans les médias. Le mot « terroriste » est ici employé conformément à la définition du département de la Défense des États-Unis : « L'usage calculé de violence illégale, ou de menace de violence illégale, en vue de provoquer la peur ; dans le but de contraindre ou d'intimider les gouvernements ou les sociétés, pour des objectifs de nature généralement politique, religieuse ou idéologique ».
Les experts et les politiques mettent en garde contre le risque d'utilisation de DDR par les terroristes, bien qu'aucun n'ait encore été utilisé en date de 2021. Malgré les craintes croissantes d'une attaque au DDR, il est très difficile d'estimer si le risque réel d'un tel événement a augmenté significativement.
Le concept de DDR est en 2021 spéculatif et discuté par les forces de sécurité et les médias. Les discussions ne sont fondées que sur la statistique, les hypothèses d'experts et quelques scénarios comparables.

### Acquisition des matériaux radioactifs
Une organisation terroriste qui veut construire et utiliser un DDR doit d'abord se procurer les matériaux radioactifs, en les volant, ou en les achetant par des voies légales ou non. Ces matériaux peuvent provenir des millions de sources radioactives des éléments cités utilisées dans le monde pour l'industrie, les traitements médicaux et les applications de recherche,.
L'autorité de sûreté nucléaire américaine estime que rien qu'aux États-Unis, environ une source disparaît par jour, par perte, abandon ou vol. L'estimation pour l'Union européenne est d'environ 70 par an,. Des milliers de telles sources « orphelines » sont dispersées dans le monde, mais parmi celles dénombrées comme perdues, pas plus d'environ 20 % peuvent être considérées comme un souci de sécurité sérieux pour l'usage en DDR.
C'est surtout la Russie qui est considérée comme hébergeant des milliers de sources orphelines, perdues lors de l'effondrement de l'URSS. Un nombre élevé, mais inconnu, de ces sources tombent dans la catégorie à haut risque pour la sécurité. En particulier, il faut compter les sources bêta très puissantes de strontium 90 utilisées comme générateurs thermoélectriques de puissance pour les phares dans les régions isolées,,.
En décembre 2001, trois bûcherons géorgiens tombèrent sur ce genre de générateur, et le ramenèrent à leur campement afin de l'utiliser pour se chauffer. En quelques heures, ils furent victimes du syndrome d'irradiation aiguë, et allèrent à l'hôpital pour se faire soigner. L'AIEA déclara plus tard que le générateur contenait une quantité de strontium équivalente à la quantité de radiation relâchée immédiatement après l'accident de Tchernobyl.
Malgré la crainte croissante de l'utilisation par des terroristes de DDR avec des matériaux acquis au marché noir,, et bien qu'il y ait eu un accroissement constant du trafic illicite de sources radioactives de 1996 à 2004, les faits avérés de trafic se rapportent principalement à des sources orphelines, sans signe d'activité criminelle, et on a soutenu qu'il n'y avait aucune preuve d'un tel marché,. Outre les obstacles à l'obtention des matériaux radioactifs utilisables, il y a plusieurs conditions contradictoires que les terroristes doivent prendre en compte :
- la source doit être « assez » radioactive pour provoquer des dommages radiologiques directs, ou tout au moins provoquer un désordre social ;
- la source doit être transportable avec suffisamment de blindage pour protéger le porteur, mais pas trop, pour la rendre manipulable ;
- la source doit être suffisamment dispersable pour contaminer effectivement la zone autour de l'explosion[9].

Un exemple extrême serait le cas où une organisation terroriste possèderait une source très fortement radioactive, par exemple, un générateur thermique au strontium 90, possédant la capacité intrinsèque de créer un incident comparable à l'accident de Tchernobyl. Bien que le scénario conduisant à l'explosion d'un DDR utilisant une telle source paraisse terrifiant, il est clair qu'il serait difficile d'assembler l'engin et de le transporter sans irradiation grave, et mort possible des conjurés. Un blindage efficace de la source la rendrait de fait pratiquement impossible à transporter, et diminuerait considérablement son rendement à l'explosion. Cependant, le cas de l'attentat-suicide évacue le problème de protection du porteur.
C'est sans doute à cause des trois contraintes mentionnées ci-dessus pour réaliser effectivement des DDR qu'ils doivent être considérés comme des armes « high-tech », ce qui explique probablement pourquoi ils n'ont pas été utilisés jusqu'à présent.

### Tentatives d'utilisation de DDR par des terroristes
Malgré tout, on a noté plusieurs essais de la part de groupes militants pour se procurer des matériaux radioactifs, éventuellement dans le but de fabriquer des DDR, mais aucun n'a abouti à une explosion. La littérature américaine se focalise surtout sur les tentatives, réelles ou supposées, rattachées à Al-Qaïda, en raison du traumatisme des attentats du 11 septembre 2001.
Dans le parc Ismailovsky à Moscou, on a trouvé en novembre 1995 une caisse contenant du  césium radioactif. L'auteur désigné serait un groupement séparatiste tchétchène, qui aurait avisé la télévision de la cachette. Aucun risque ne fut détecté à la suite de la trouvaille.
En décembre 1998, une deuxième tentative est annoncée par le Service de sécurité tchétchène, qui a découvert un récipient rempli de matériaux radioactifs attaché à une mine explosive. L'engin était caché près d'une voie ferrée dans la zone suburbaine d'Argoun, à 18 km à l'est de la capitale tchétchène Grozny. On suppose que c'est le même groupe séparatiste que précédemment qui est impliqué,.
Le 8 mai 2002, José Padilla est arrêté en raison de soupçons de son appartenance à Al-Qaida, fomentant de faire exploser un DDR aux États-Unis. Ce soupçon est fondé sur une information obtenue d'un haut membre d'Al-Qaida, Abou Zoubeida, en prison aux États-Unis, qui a révélé que l'organisation est près de construire un DDR. Bien que Padilla n'ait encore réuni ni explosif ni matière radioactive au moment de son arrestation, les autorités judiciaires trouvent des preuves du fait qu'il est à la recherche de matière radioactive, et d'endroits convenables pour l'explosion,. On a pu penser que le conspirateur supposé ne préparait pas ce genre d'attaque, et que les raisons de l'arrestation étaient hautement politiques, compte tenu des précédents d'erreurs de la part de la CIA et du FBI,. Plus tard, ces accusations ont été retirées. Bien qu'il n'y ait aucune preuve solide qu'Al-Qaida possède un DDR, il y a un large consensus qu'elle représente une menace d'attaque au DDR,, pour surmonter l'idée que les États-Unis et leurs alliés gagnent la guerre contre le terrorisme. Un autre souci est ainsi formulé : « si des kamikazes sont prêts à mourir en dirigeant des avions sur des gratte-ciel, on peut concevoir qu'ils sont aussi prêts à risquer leur vie en construisant des DDR ». Dans ce cas, le coût et la complexité d'un système de protection permettant à l'auteur de l'attentat de survivre assez longtemps pour construire le DDR et passer à l'attaque seraient diminués de façon significative.
Le 30 mai 2003, des forces de sécurité arrêtent au Bangladesh quatre membres de la formation militante et islamiste Jama’atul Mujahideen Bangladesh. Ils se trouvent en possession de 225 grammes d'oxyde d'uranium, provenant probablement du Kazakhstan.
Le 3 août 2004, Dhiren Barot, habitant de Londres-Nord, se fait arrêter. Il plaide coupable de conspiration d'assassinat d'innocents au Royaume-Uni et aux États-Unis au moyen d'un DDR. Il avait pour objectifs au Royaume-Uni des parkings souterrains et aux États-Unis des bâtiments tels que le Fonds monétaire international ou la Banque mondiale à Washington, le New York Stock Exchange ou Citigroup à New York, ou encore Prudential Financial à Newark. Parmi les douze autres chefs d'accusation le visant figurait la conspiration pour nuire au public, sept chefs d'accusation concernant des observations dans des buts terroristes, et quatre chefs d'accusation de recel de telles observations. Les experts disent que si le plan d'utilisation de DDR avait été réalisé, « il n'aurait probablement pas fait de morts, mais il était conçu pour nuire à environ 500 personnes ».
Le 9 décembre 2008, James G. Cummings, millionnaire suprémaciste blanc, est retrouvé tué par son épouse dans sa maison de Belfast (Maine). Il possédait quatre lots de conteneurs d'un gallon contenant du peroxyde d'hydrogène de qualité militaire, de l'uranium, du thorium, du lithium métallique, de la thermite, de la poudre d'aluminium, du béryllium (amplificateur de rayonnement), du bore, de l'oxyde de fer noir et du magnésium. Alors que les niveaux de rayonnement du dispositif initial de Cummings n'auraient pas été physiquement significatifs comparés à ses effets explosifs et toxiques, si Cummings avait déclenché le dispositif à Washington DC, lors de l'investiture présidentielle d'Obama, son effet psychogène aurait pu hospitaliser des milliers de personnes.

### Réglementation de l'utilisation militaire
Les traités internationaux concernant l'utilisation des armes atomiques ne s'appliquent pas aux DDR.

### Médias
Bien que pour la majorité des personnes présentes lors d'une attaque au DDR, les risques sanitaires (par exemple l'accroissement de probabilité d'avoir un cancer plus tard en raison de l'exposition aux rayonnements) soient très limités, et comparables à ceux correspondant à fumer cinq paquets de cigarettes, la crainte des radiations est parfois irrationnelle, même pour une exposition minime. Beaucoup de gens perçoivent l'irradiation comme spécialement dangereuse, parce que c'est un facteur qu'ils ne peuvent ni voir ni sentir, et c'est une source de dangers inconnus. Le traitement de la panique peut s'avérer la plus épineuse des questions dans le cas d'une attaque au DDR.
Les autorités, les scientifiques et les médias devraient informer le public du danger réel afin de réduire les effets psychologiques et économiques.
Cependant, les affirmations des autorités peuvent contribuer sans nécessité à cette psychose : quand le ministre de la Justice américain (Attorney General), le 10 juin 2002, annonce l'arrestation de José Padilla, soupçonné de vouloir faire ce genre d'attaque, il dit « [une] « bombe sale » radioactive […] disperse de la matière radioactive, qui est hautement toxique pour les humains, et peut provoquer des morts et des malades en masse ».
Cette crainte du public devant les radiations joue aussi un grand rôle pour expliquer pourquoi le coût d'une attaque de DDR sur une grande zone métropolitaine (comme le bas de Manhattan) pourrait atteindre ou dépasser celui des attentats du 11 septembre 2001. En supposant que les niveaux de radiation ne sont pas trop élevés, et que la zone ne doive pas être abandonnée comme la ville de Pripiat près du réacteur de Tchernobyl, une procédure onéreuse et longue de décontamination commencera. Elle consistera principalement en démolir les immeubles fortement contaminés, enlever le sol contaminé, et appliquer rapidement des substances collantes sur les surfaces restantes, pour coller les particules radioactives avant qu'elles ne pénètrent dans les matériaux de construction,,.
Ces procédures représentent les connaissances à jour sur l'art de la décontamination, mais quelques experts jugent qu'un nettoyage des surfaces externes en zone urbaine jusqu'au niveau considéré comme admissible n'est peut-être pas faisable techniquement. En tous cas, la perte de temps de travail sera considérable pendant la période de nettoyage, mais même après la fin des procédures et la réduction du niveau de radiation à un niveau acceptable, il peut rester une crainte résiduelle dans le public par rapport au site, y compris un refus possible d'aller y travailler comme d'habitude. L'activité touristique ne reprendra probablement jamais.
Le thème est abordé début juin 2006 dans les médias, après que le 2 juin à Londres, 250 policiers attaquent une maison où l'on soupçonne une « bombe sale » chimique. L'avertissement vient d'un informateur des services de renseignements internes britanniques MI5. Peu auparavant, sur informations, des journaux ont averti les services de sécurité de s'attendre à une attaque imminente. Pourtant aucun engin n'est trouvé dans la maison. Les médias commentent le fait sous le nom de « bourde de Forest Gate ».
Pour le mondial de football en juin/juillet 2006 en Allemagne,  militaires, pompiers et aides techniques sont entraînés à de telles attaques, afin de pouvoir secourir effectivement des victimes d'engins explosifs improvisés (EEI) de type nucléaire, radiologique, biologique ou chimique[réf. nécessaire].
À l'automne 2006, l'existence possible de DDR aux mains des terroristes est à nouveau évoquée en Angleterre. Les conséquences d'une attaque sont dramatisées : « Quelques experts pensent […] que plusieurs kilomètres carrés d'une ville attaquée deviendront inhabitables pour des décennies, et qu'il faudra s'attendre à de multiples décès par cancer, outre les victimes immédiates ».
En septembre 2007, le ministre de l'Intérieur allemand Schäuble avertit à nouveau du risque, car « il n'est plus question de comment, mais seulement de quand on arrivera à une attaque avec des matières nucléaires ». Il y a de vives réactions de la part du SPD, parti de la coalition. Schäuble précise alors « qu'il n'y a pas d'indication concrète sur un plan d'attaque avec de tels EEI » « bien que ce soit la crainte de tous les experts ». Les Verts exigent alors la démission du ministre, au motif qu'il « ne fait rien pour combattre les peurs, … ce qui est pourtant de son ressort ». Le FDP et la Gauche le critiquent également ouvertement.

## Conséquences d'une attaque au DDR
Les conséquences d'une attaque sont de deux types : impact sur la population civile, comprenant les victimes immédiates, les problèmes sanitaires à long terme et l'effet psychologique, et les conséquences économiques.
Sans avoir d'expérience du phénomène, ces conséquences sont très difficiles à prévoir. Plusieurs analyses prédisent que les DDR n'auront pas d'effets délétères sur beaucoup de victimes,.

### Accidents radioactifs
Les effets d'une contamination radioactive accidentelle ont été rapportés à plusieurs reprises. Un exemple est l'accident survenu à Goiânia, au Brésil, entre septembre 1987 et mars 1988 : deux ferrailleurs pénètrent dans une clinique de radiothérapie abandonnée, et en retirent une capsule source contenant du césium 137 de cinquante térabecquerels. Ils la rapportent chez l'un des hommes pour la démonter et la vendre à la ferraille. Plus tard le même jour, les deux hommes montrent des signes d'irradiation aiguë, par des vomissements, et un des deux présente un gonflement d'une main, et une diarrhée.
Quelques jours après, un des hommes perce la fenêtre épaisse de 1 mm de la capsule, permettant ainsi à la poudre de sortir. Quand il se rend compte que la poudre brille en bleu dans le noir, il la rapporte chez lui pour la montrer à sa famille et à ses amis. Au bout de deux semaines de dispersion, de contamination par contact provoquant des malaises croissants, le diagnostic correct de syndrome d'irradiation aiguë est posé à l'hôpital, et les précautions adaptées sont mises en œuvre. À ce moment, 249 personnes ont été contaminées, 151 présentent des contaminations externes et internes, 20 en deviennent sérieusement malades, et 5 en décèdent,,.
L'accident nucléaire de Goiânia montre :
- dans une certaine mesure le schéma de la contamination, si l'on ne découvre pas  immédiatement  que l'explosion a dispersé des matériaux radioactifs ;
- mais également dans quelle mesure de très petites quantités de matière ingérée ou inhalée peuvent être létales[30].

Ceci renforce l'inquiétude au sujet de terroristes utilisant de fines poussières de matériaux radioactifs alpha, qui posent un risque sanitaire élevé à l'inhalation,.

## Autres usages de l'expression «bombe sale»
L'expression a aussi été utilisée dans l'histoire pour se référer à certains types de bombes nucléaires. En raison de l'inefficacité des premières armes de ce type, l'explosion ne consommait qu'une petite fraction de la matière nucléaire. Little Boy n'avait qu'un rendement de 1,4 %. Fat Man, de conception différente, et utilisant un matériau fissile différent, avait un rendement de 14 %. Le reste du matériau fissile, et les produits de fission, qui sont en moyenne bien plus dangereux, étaient dispersés et retombaient. Pendant les années 1950, il y a eu beaucoup de discussions sur la possibilité de construire des bombes « propres », par opposition aux bombes « sales ». Scientifiques et politiciens pensaient que les bombes thermonucléaires à haut rendement pourraient atteindre le but affiché de la bombe propre.
Mais l'accident de Castle Bravo de 1954, dans lequel une bombe thermonucléaire produisit une grande quantité de retombées radioactives sur les populations, montra que ce n'était pas le cas pour les schémas les plus modernes, où environ la moitié de l'énergie de la bombe thermonucléaire provient de la fission d'une enveloppe fissile. Tandis que certains proposaient de produire des bombes propres, d'autres remarquaient que l'on pouvait rendre une arme nucléaire intentionnellement sale, en la « salant » avec des matériaux qui provoqueraient des retombées radioactives à long terme, par irradiation par le cœur de l'explosion. Un exemple de bombe salée de ce type serait une bombe au cobalt (à ne pas confondre avec la « bombe au cobalt » utilisée en radiothérapie externe).